# 陈润成
陈润成（1995年10月11日—），韩国男子举重运动员，2016年亚洲举重锦标赛男子94公斤级铜牌得主、2019年世界举重锦标赛男子102公斤级银牌得主、2021年世界举重锦标赛男子102公斤级银牌得主、2023年亚洲举重锦标赛男子102公斤级银牌得主。